# Kenvelo

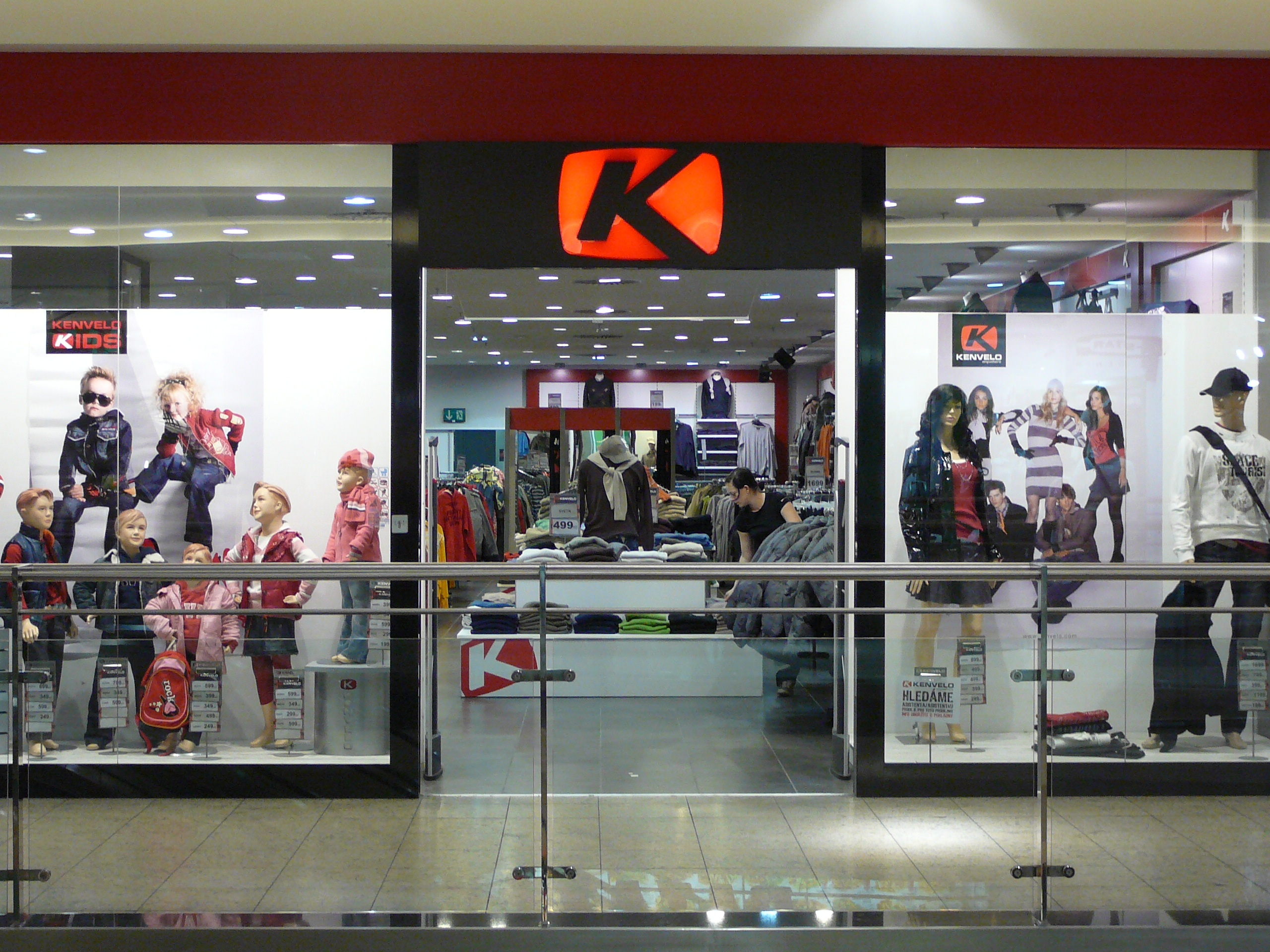
Kenvelo Kids v Brně v Galerii Vaňkovka

Kenvelo je oděvní firma, provozující ve střední a jihovýchodní Evropě síť obchodů s textilem a módními doplňky.
Historie společnosti sahá do prosince 1991, kdy Dany Himi a Michael Saul v Praze založili společnost CTC – SPORTWEAR. Vlastní kapitál společnosti činil 100 tisíc Kčs. O několik měsíců později se Himi, rodák z izraelského města Netanya, stal jediným vlastníkem společnosti a postupně budoval řetězec obchodů Himi's Jeans.
V roce 1996 se Himi rozhodl vytvořit novou značku, se kterou by mohl konkurovat zavedeným oděvním řetězcům. Původně navrhl značku Josh, ostatní manažeři však měli jiné návrhy. Po každém návrhu část manažerů křičela ano, zatímco jiní řekli rezolutní ne. David Dahan následně navrhl značku Kenvelo, což je hebrejsky „ano a ne“ (כן ולא).
V roce 1997 CTC prodělala 133 milionů korun při tržbách 191 milionů korun. V březnu 1998 Himi převedl třicetiprocentní podíl v CTC na svého dlouholetého spolupracovníka Davida Dahana, hospodaření za celý rok skončilo ztrátou 59 milionů korun. Vlastní kapitál klesl na 94 tisíc korun a byl jen zlomkem účetní hodnoty aktiv, která dosáhla výše 425 milionů korun. V červnu 1999 byl název společnosti změněn na Kenvelo CZ. V roce 2001 tržby Kenvelo CZ poprvé přesáhly miliardu korun.
V červenci 2004 převedli Himi a Dahan polovinu svého podílu na společnost Sefran Finance ovládanou italským podnikatelem Piofrancescem Borghettim, která současně do Kenvela CZ vložila 11 milionů eur na jeho další rozvoj.
Poměrně dramatický byl rok 2005, který skončil ztrátou téměř 600 milionů korun. Majitelem Kenvela CZ se stala lucemburská společnost K2, jejímiž vlastníky byli Borghetti, Himi a Dahan. Borghetti odvolal Himiho z pozice jednatele Kenvela CZ a společně s Dahanem odkoupili jeho podíl v K2.
V roce 2006 Kenvelo CZ vyčlenilo většinu aktiv a smluv do svého odštěpného závodu, který vložilo do společnosti Kenvelo Czech Republic. Tu následně prostřednictvím lucemburské společnosti KWEAR HOLDING S.A. vlastnil Borghetti. V roce 2009 se Kenvelo Czech Republic stalo dceřinou společností akciové společnosti KENVELO HOLDING a.s. a na základě projektu rozdělení na ni převedlo podstatnou část svých aktiv a smluv, včetně smluv se zaměstnanci. KENVELO HOLDING a.s. patří čínské společnosti KENVELO (H.K.) LIMITED se sídlem v Hongkongu, jejím jediným členem představenstva je Piofrancesco Borghetti.